# Genista januensis
Genista januensis là một loài thực vật có hoa trong họ Đậu. Loài này được Viv. miêu tả khoa học đầu tiên.

## Hình ảnh

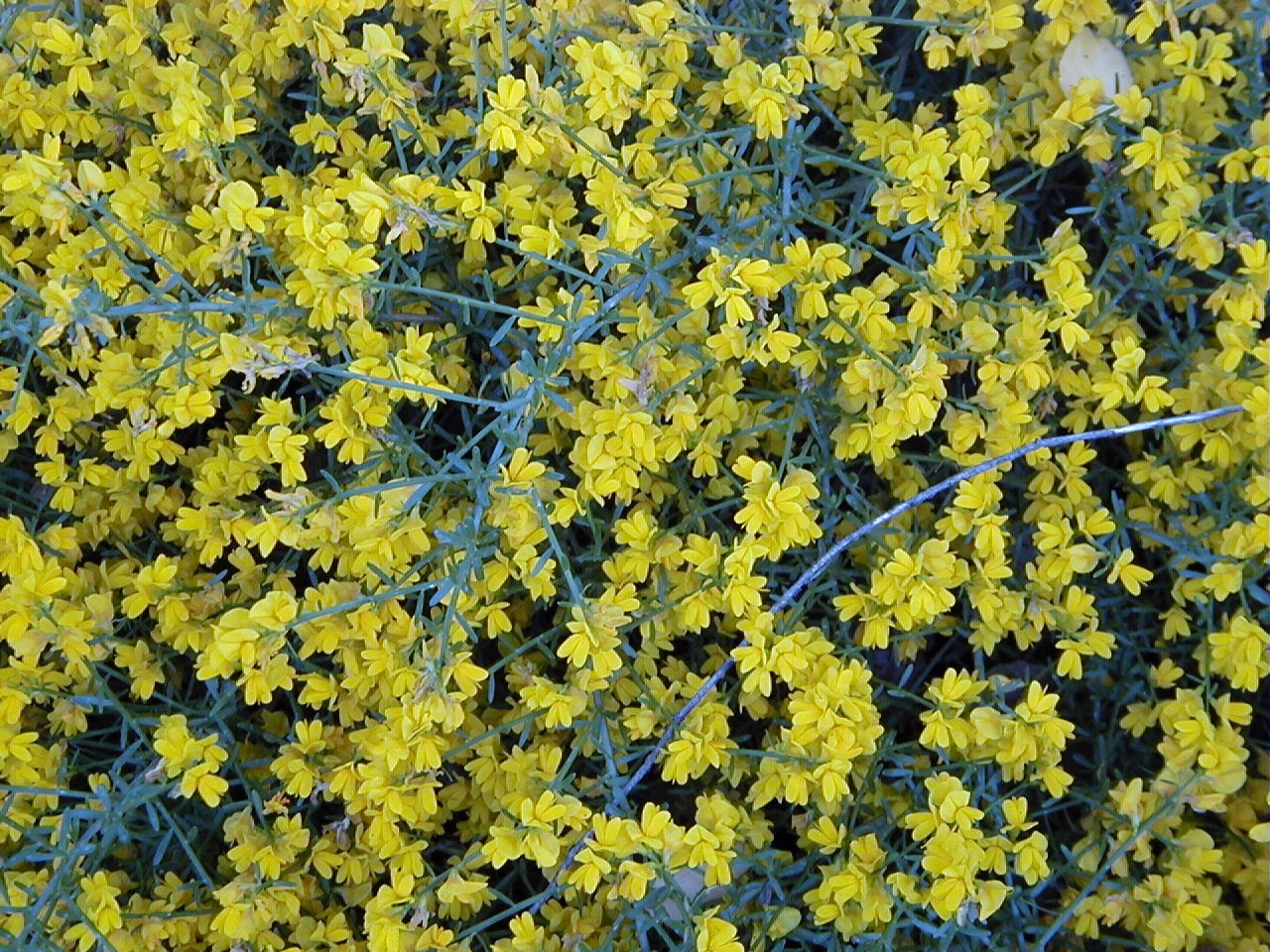
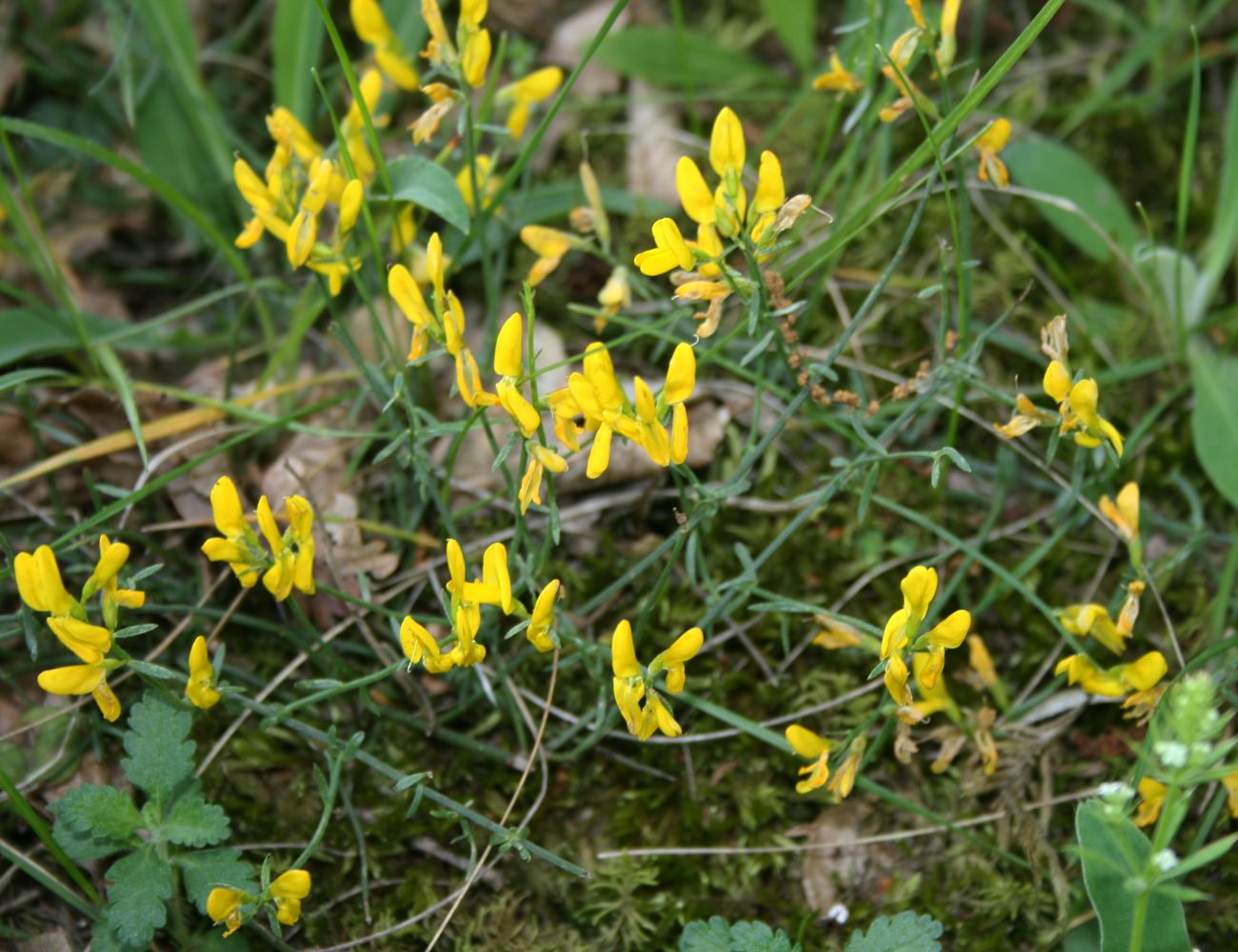
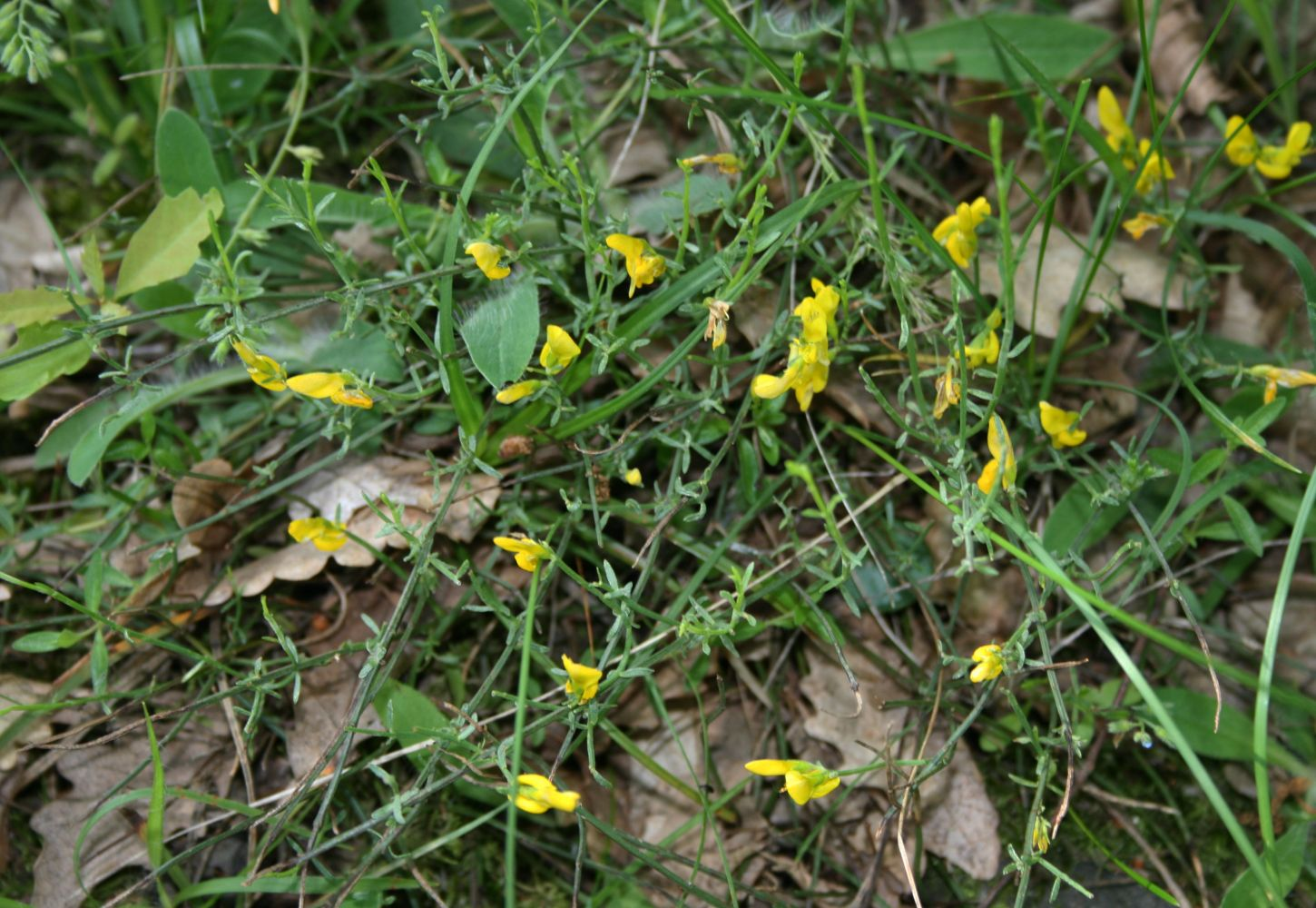
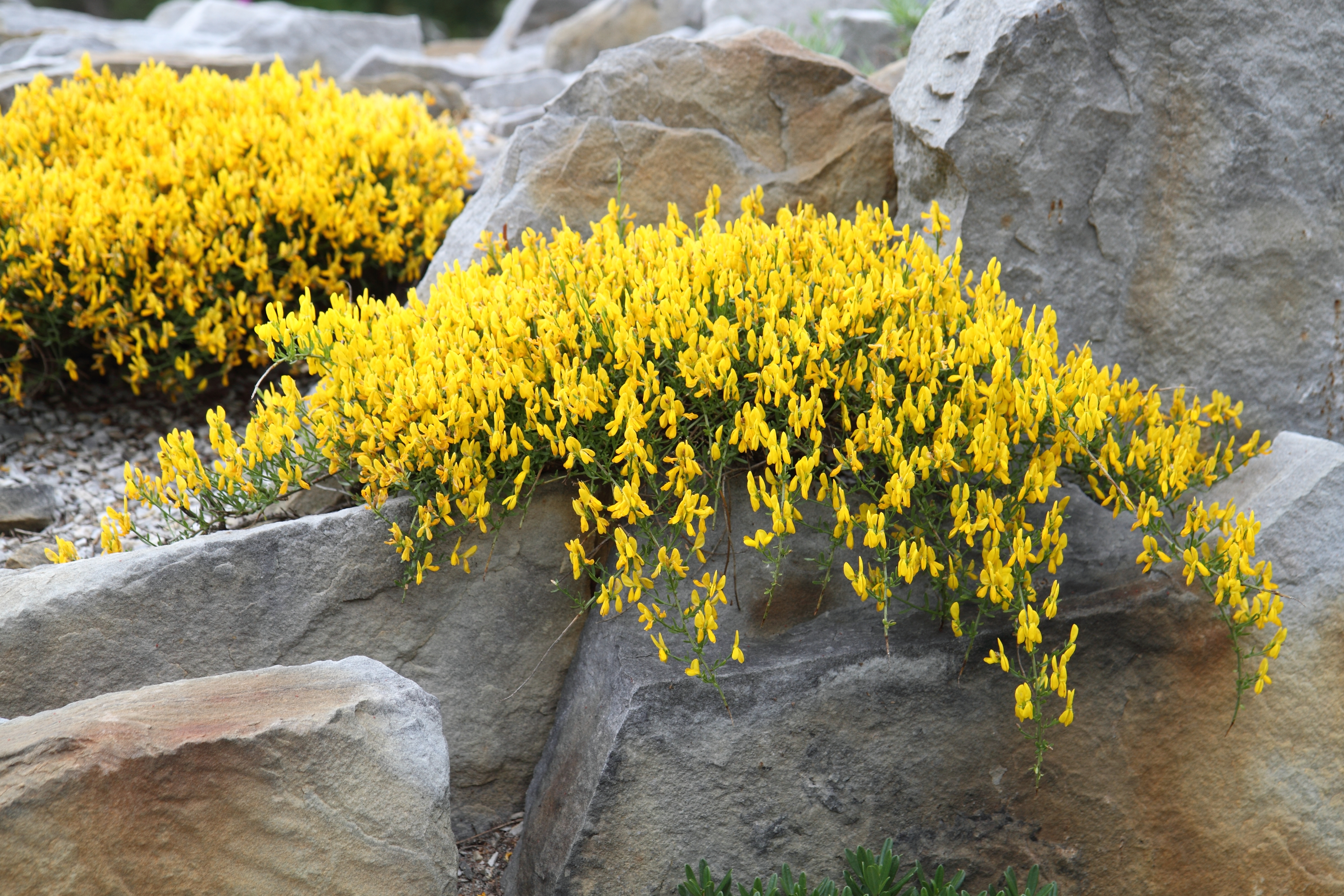